# Paul Augustin de Porrade
Paul Augustin Porrata de Porrade, dit l'abbé de Porrade, né le 5 septembre 1696 à Marseille où il est mort le 11 avril 1782, est un érudit et membre de l'Académie de Marseille.

## Biographie
Paul Augustin de Porrade est le fils de Pierre Porrata de Porrade, écuyer de Marseille, et de Françoise Thérèse de Menc, fille de Jean, seigneur de Campagne, conseiller à la Chambre des comptes de Provence. Pierre de Porrade est un ami de Blaise Pascal et proche des idées du jansénisme. Paul Augustin a un frère, Jean François, qui est lieutenant de la sénéchaussée de Marseille. 
Il est destiné à entrer dans les ordres et son oncle, Jacques de Porrade, chanoine de la Major, résigne un bénéfice en sa faveur alors qu'il vient d'avoir quatorze ans. Il fait ses études au collège de l'Oratoire de Marseille puis au collège de Beauvais à Paris pour y suivre les cours de philosophie. Il suit ensuite des cours à la Sorbonne où il soutient brillamment sa thèse. Il revient à Marseille pour entrer dans les ordres mais les idées jansénistes défendues par sa famille et pendant son instruction lui ont fermé cette possibilité. Il retourne alors à Paris pour participer à un projet d'encyclopédie pour lequel il devait travailler sur les sujets à la lettre A en histoire religieuse, mais ce projet échoue et il doit revenir à Marseille où il va essayer d'obtenir un sous-diaconat mais il se heurte à l'opposition de Mgr de Belsunce à cause du jansénisme de la famille. Il obtient d'échanger son canonicat à la Major contre le prieuré de Belgentier.
De retour à Marseille, il accueille durant la peste de 1720 dans sa bastide de Saint Loup, plusieurs personnalités de la ville afin de former le noyau fondateur de la future Académie de Marseille. Parmi ceux-ci, Antoine-Louis de Chalamont de La Visclède, qui propose de transformer le projet d'académie des sciences en académie des lettres. En 1727, Mgr de Belsunce veut le frustrer de son fauteuil de l'Académie de Marseille qui vient de lui être attribué car il est soupçonné de jansénisme. L'Académie ne voulant pas commencer ses premiers travaux sans la participation d'un membre qui avait contribué à son établissement en réfère au Maréchal de Villars, protecteur de l'Académie. L'affaire est portée auprès du cardinal de Fleury qui arrange pacifiquement le contentieux : Porrade est maintenu dans ses fonctions et la séance inaugurale peut avoir lieu en sa présence le 23 avril 1727.
En 1728 il retourne à Paris où il fait la connaissance de nombreux savants. Absent de Marseille ses confrères de l'Académie le nomme en 1730 vétéran. En 1748 il revient définitivement à Marseille et reprend son fauteuil. En 1756, il est élu président de l'académie. Dans la séance d'ouverture, le 25 août 1757, il fait un discours sur l'histoire de Marseille et les difficultés rencontrées pour pouvoir l'écrire.  Il garde son fauteuil à l'académie jusqu'en 1763 puis redevient une seconde fois vétéran car il se retire dans sa bastide. 
À sa mort, son éloge funèbre est prononcé par l'astronome Jean-Raymond Mourraille, secrétaire perpétuel de l'Académie et futur maire de Marseille. Il lègue la majeure partie de sa bibliothèque à l'Académie de Marseille.